# Juan Baena Ruiz
Juan Baena Ruiz (Ceuta, España, 18 de mayo de 1950 — 28 de septiembre de 2012) fue un futbolista español que se desempeñaba como centrocampista.
Es el jugador con más partidos  oficiales disputados en la historia del  Hércules Club de Fútbol.

## Clubes
| Club                | País   | Año       |
| ------------------- | ------ | --------- |
| Real Betis Balompié | España | 1969-1971 |
| C. D. Logroñés      | España | 1971      |
| Real Betis Balompié | España | 1971      |
| Hércules C. F.      | España | 1971-1983 |